# Neobisium granulatum
Neobisium granulatum är en spindeldjursart som beskrevs av Beier 1937. Neobisium granulatum ingår i släktet Neobisium och familjen helplåtklokrypare. Inga underarter finns listade i Catalogue of Life.